# Бъчва
Буре пренасочва насам.  За други значения вижте Буре (танц).
Бъчва е дървен съд с цилиндрично изпъкнала форма (с различна вместимост). Бъчва с по-малък обем се нарича буре, а най-малката по размер – бъчонка.Големите бъчви за транспортиране и мачкане на грозде се наричат кадуси. Бъчвата се използва за производство и/или съхраняване на вино и бира, и концентрирани алкохолни напитки – ракия, саке, текила, бренди, уиски, ром и др. Когато напитките отлежават в бъчвите, те разтварят част от веществата, съдържащи се в дървото като ванилин и танин.
Бъчвите се изработват от дървени дъги, стегнати с железни обръчи. Най-често се използва дъб, по-рядко се използва кестеново дърво, а за японското саке – понякога и кедрово. Бъчвата има 2 отвора:
- отгоре, през който се налива течността, и
- долу отстрани (с кранче), през който се източва течността.